# Musaranya híspida d'Andaman
La musaranya híspida d'Andaman (Crocidura hispida) és una espècie de mamífer eulipotifle de la família de les musaranyes (Soricidae) que viu a les Illes Andaman i Nicobar (Índia).
El seu hàbitat pot haver estat afectat pel tsunami de l'oceà Índic del 2004.